# Platylophus galericulatus
El arrendajo crestado (Platylophus galericulatus) es una especie de ave paseriforme de la familia Corvidae propia del sudeste asiático. Es la única especie del género Platylophus.

## Distribución y hábitat

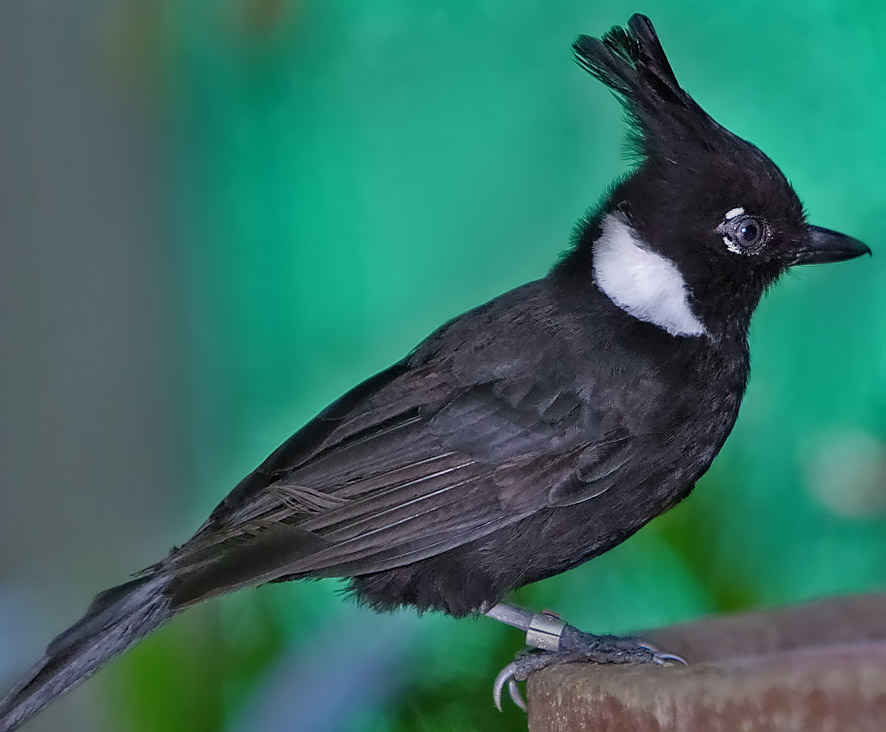
En Singapur.

Se la encuentra en la península malaya, Sumatra, Borneo, Java, y las islas menores circundantes.
Sus hábitats naturales son los bosques húmedos tropicales y.
Se encuentra amenazado por pérdida de hábitat.